# Pont (Malmedy)
Pour les articles homonymes, voir Pont (toponyme) et Brücken.
Pont (en allemand : Brücken) est un village de la commune et ville belge de Malmedy située en Région wallonne dans la province de Liège. 
Avant la fusion des communes de 1977, Pont faisait partie de la commune de Bellevaux-Ligneuville. 

## Situation
Pont se situe sur la rive gauche et le versant sud de l'Amblève entre les vallées du Rechterbach qui coule à l'ouest et du Rôba qui coule à l'est. Ces deux ruisseaux sont des affluents de l'Amblève. Un pont (qui a donné son nom à la localité) y franchit l'Amblève. Le village se trouve à une dizaine de km au sud de Malmedy. 

## Patrimoine et activités
Précédée de deux chênes séculaires, la chapelle Saint Hubert appelée aussi Saint Donat datée de 1752 est construite en pierre de grès de teintes différentes. Elle compte quatre vitraux et un clocheton à quatre pans. Sa toiture est en ardoises. La chapelle et son environnement sont repris sur la liste du patrimoine immobilier classé de Malmedy. 
À la mi-septembre, lors de la fête de la Saint Hubert, on y organise une bénédiction du pain, des chevaux, des attelages et des chiens ainsi que des jeux équestres.
On peut aussi voir dans la localité la Maison Micha ainsi que la grotte de la Vierge Marie construite dans un parc.